# Aardbeibladwesp
De aardbeibladwesp (Allantus cinctus, synoniem: Emphytus cinctus) is een vliesvleugelig insect uit de familie van de bladwespen (Tenthredinidae). De wesp komt voor in de gematigde klimaten van het Noordelijk halfrond. De soort is inheems in Eurazië en vermoedelijk ingevoerd in Noord-Amerika.
De vrijwel geheel zwarte bladwesp is 6 tot 9 mm lang. De tot 15 mm lange bastaardrupsen hebben negen tot tien paar poten. Er zijn twee generaties per jaar. De bladwespen van de eerste generatie verschijnen in het voorjaar. De tweede generatie verschijnt in het najaar. Verpopping en overwintering vindt plaats in de grond. De lichtgroene bastaardrupsen vreten eerst talrijke kleine venstertjes en later grote gaten in bladeren van onder meer aardbeien en rozen alvorens ze gaan verpoppen. De bastaardrupsen zitten aan de onderkant van de bladeren. De venstertjes ontstaan door het skeletteren van het blad.

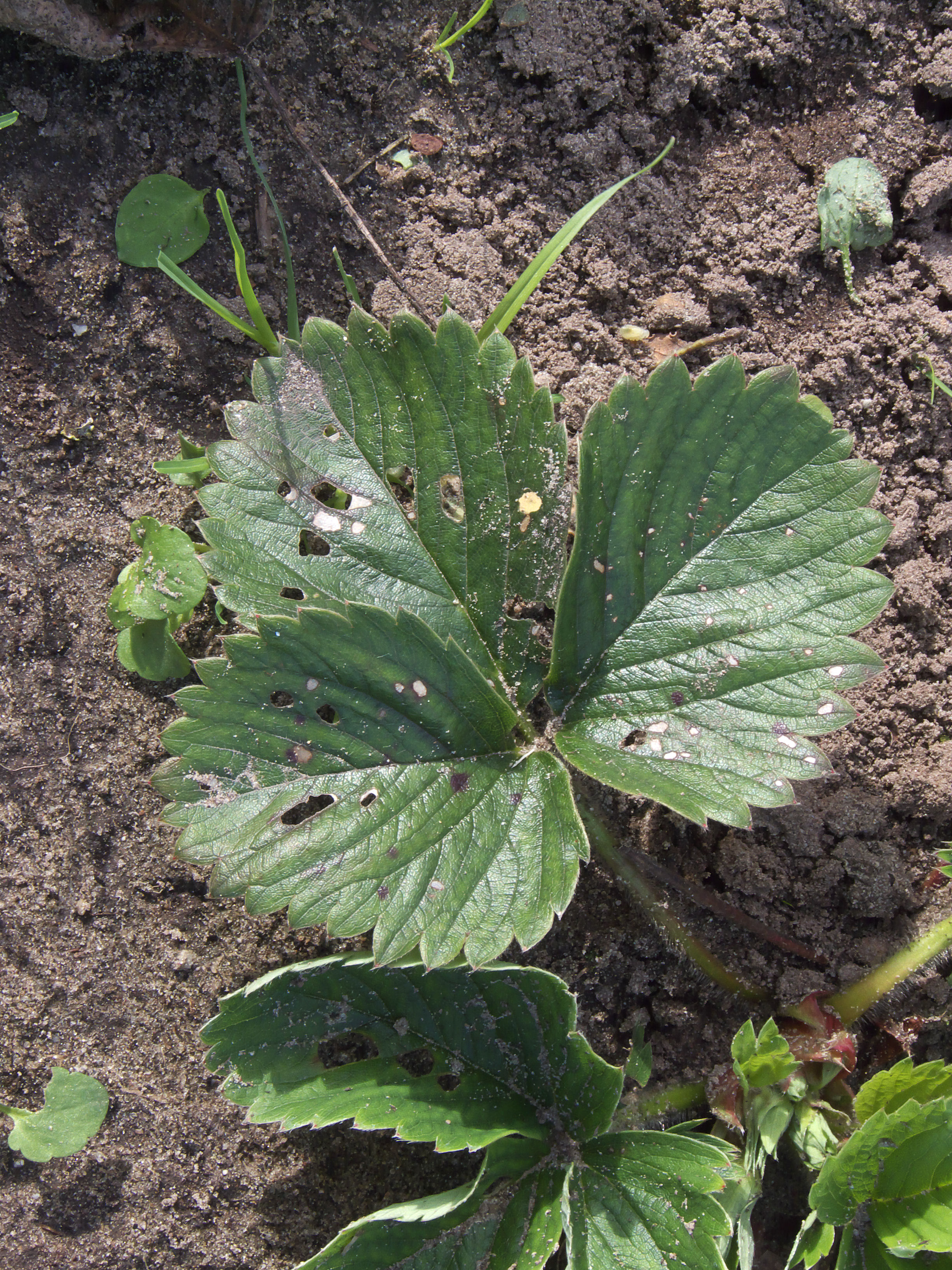
Vraatbeeld

In de zomer worden de bastaardrupsen en eieren geparasiteerd door sluipwespen.
De aardbeibladwesp komt voor op de aardbei en andere soorten uit de rozenfamilie. Schade treedt vooral op door de tweede generatie bastaardrupsen.